# 제16회 아카데미상
제16회 아카데미상은 1944년 3월 2일에 열린 시상식이다. LA 그로맨스 차이니즈 극장에서 개최되었으며 사회자는 잭 베니이다.

## 후보 및 수상

### 작품상
- 카사블랑카 - 할 B. 월리스 수상
- 누구를 위하여 종은 울리나 - 샘 우드
- 토린호의 운명 - 노엘 코워드
- 퀴리 부인 - 시드니 프랭클린
- 한 여자와 두 남자 - 조지 스티븐스
- 옥스보우 인서던트 - 라마르 트로티
- 베르나데트의 노래 - 윌리엄 펄버그
- 라인의 감시 - 할 B. 월리스

### 남우주연상
- 라인의 감시 - 폴 루카스 수상
- 카사블랑카 - 험프리 보가트
- 누구를 위하여 종은 울리나 - 게리 쿠퍼
- 퀴리 부인 - 월터 피전

### 여우주연상
- 베르나데트의 노래 - 제니퍼 존스 수상
- 누구를 위하여 종은 울리나 - 잉그리드 버그만
- 퀴리 부인 - 그리어 가슨
- 한 여자와 두 남자 - 진 아서

### 남우조연상
- 한 여자와 두 남자 - 찰스 코번 수상
- 카사블랑카 - 클로드 레인스
- 누구를 위하여 종은 울리나 - 아킴 타미로프
- 사하라 전차대 - J. 캐롤 나이쉬
- 베르나데트의 노래 - 찰스 빅포드

### 여우조연상
- 누구를 위하여 종은 울리나 - 카티나 팍시누아스 수상
- 베르나데트의 노래 - 글래디스 쿠퍼
- 베르나데트의 노래 - 앤 리비어
- 라인의 감시 - Lucile Watson

### 감독상
- 카사블랑카 - 마이클 커티즈 수상
- 베르나데트의 노래 - 글래디스 쿠퍼
- 베르나데트의 노래 - 앤 리비어
- 라인의 감시 - Lucile Watson

### 각본상
- 프린세스 오루크 - 노먼 크라스너 수상

### 각색상
- 카사블랑카 - 줄리어스 J. 엡스타인 수상

### 촬영상
- 오페라의 유령 - 할 모르 수상
- 베르나데트의 노래 - Arthur C. Miller 수상

### 편집상
- 에어 포스 - 조지 아미 수상

### 미술상
- 오페라의 유령 - 알렉산더 골릿즌 수상
- 베르나데트의 노래 - 제임스 바세비 수상

### 원작상
- Human Comedy - William Saroyan 수상

### 음악상
- 베르나데트의 노래 - 알프레드 뉴먼 수상
- This Is the Army - Ray Heindorf 수상

### 주제가상
- Hello Frisco, Hello - Harry Warren 수상

### 음향믹싱상
- 이 땅은 나의 것 - 스티븐 던 수상

### 특수효과상
- Crash Dive - Fred Sersen 수상

### 장편다큐멘터리상
- Desert Victory 수상

### 단편다큐멘터리상
- December 7th 수상

### 공로상
- George Pal 수상

### 어빙 탤버그 상
- 할 B. 월리스 수상

## 같이 보기
- 제1회 골든 글로브상